# اتانهانجا
اتانهانجا بلدية في ولاية ماتو غروسو في المنطقة الوسطى الغربية من البرازيل.